# Elecciones generales de las Islas Caimán de 1984
Elecciones generales tuvieron lugar en las Islas Caimán en noviembre de 1984. El Unity Team gobernante dirigido por Jim Bodden perdió todos sus ocho escaños debido a un escándalo sobre bancos caimaneses siendo usados para lavar dinero de narcotráfico. El Dignity Team  de la oposición dirigido por Benson Ebanks ganó tres escaños en la Asamblea Legislativa, pero los candidatos independientes ganaron la mayoría, nueve escaños. Posteriormente Ebanks  se volvería ministro en jefe después de formar una coalición.

## Resultados
| Partido                             | Votos | %     | Asientos | +/– |
| ----------------------------------- | ----- | ----- | -------- | --- |
| Dignity Team                        |       |       | 3        | +1  |
| Unity Team                          |       |       | 0        | –8  |
| Independientes                      |       |       | 9        | +7  |
| Votos en blanco/nulos               |       | –     | –        | –   |
| Total                               | 6 690 | 100   | 12       | 0   |
| Electores registrados/participación | 8 581 | 77,96 | –        | –   |
| Fuente: Ameringer, ESO              |       |       |          |     |